# Alf Ahlberg

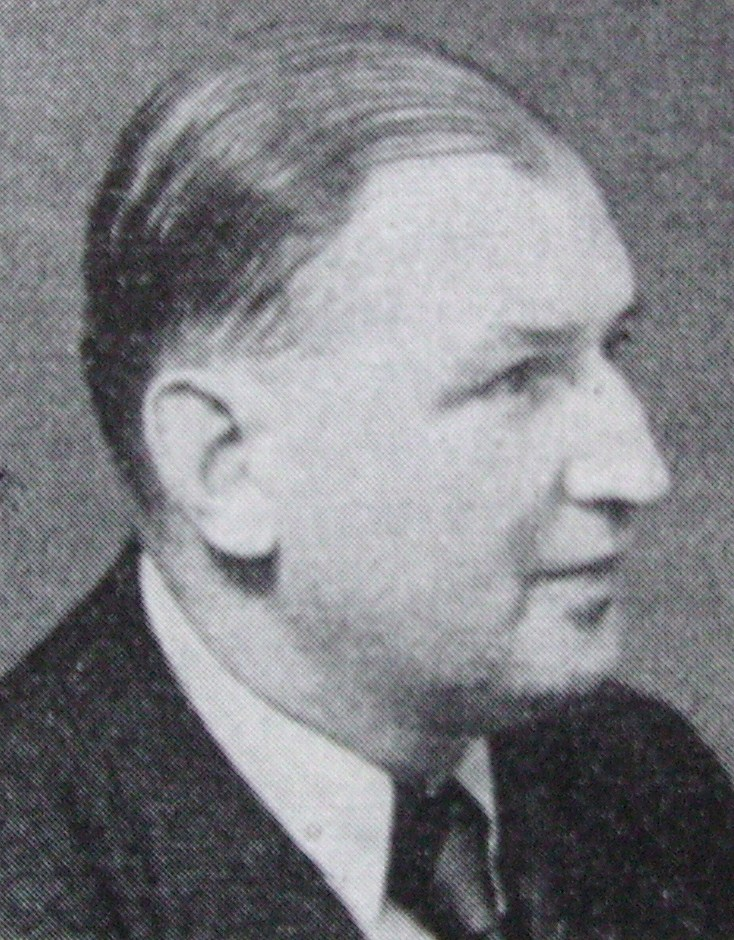
Alf Ahlberg

Alf Robert Bertil Ahlberg (* 21. Oktober 1892 in Laholm; † 29. Januar 1979) war ein schwedischer Schriftsteller, Humanist und Philosoph.

## Leben
Alf Ahlberg war der Sohn des Pfarrers Axel Ahlberg und seiner Frau Anna Lindskog und Bruder des Architekten Hakon Ahlberg. Ahlberg absolvierte 1911 an der Universität Lund ein Studium der Philosophie und wurde 1917 promoviert mit der Abhandlung Materieproblem im Platonismus: Platon, Aristoteles, Plotinos, Bruno: eine historisch-kritische Studie. Anschließend war er für einige Jahre Mitarbeiter der Zeitung Svenska Dagbladet, half währenddessen als Adjunkt in Södermalm aus und arbeitete als Dozent des Arbeiterinstitutes. Nebenher lieferte er oft Artikel für Dagens Nyheter. 1927 wurde er Lehrer an der Volkshochschule Brunnsvik und 1932 zu deren Rektor befördert. In dieser Position war er bis zu seiner Pensionierung 1959 tätig. 1933 heiratete Ahlberg die Gutsbesitzertochter Edith Larsson. Nach deren Tod 1944 heiratete er 1946 Rut Davidsson.
Ahlberg wurde durch seine wissenschaftlich-philosophischen Werke bekannt. Große Aufmerksamkeit rief De sociala och politiska myterna (deutsch: Die sozialen und politischen Mythen) von 1937 hervor. Es behandelt unter anderem die nazistische Propaganda und Mythologie. In Flykten från ensamheten (deutsch: Flucht aus der Einsamkeit) von 1949 untersucht er, warum der neuzeitliche Mensch so empfänglich für Propaganda war.
Filosofins historia I-VI (deutsch: Geschichte der Philosophie, Bd. 1–6) rechnet man zu seinem Debütwerk. Es war das erste seiner Art und wurde in mehreren Auflagen verkauft (die letzte überarbeitete Auflage wurde 1967 herausgegeben). 1935 erschien Psykologiens historia (deutsch: Geschichte der Psychologie). Ahlberg schrieb außerdem mehrere Biografien beispielsweise über Augustinus, Bertil Malmberg, Nietzsche und Schopenhauer und übersetzte José Ortega y Gassets Der Aufstand der Massen.
Ahlbergs Arbeiten durchzieht eine tiefe Kritik am biologischen Naturalismus seiner Zeit. Er befürwortete einen Humanismus in Hans Larssonscher sozialistischer Interpretationstradition und das Christentum. Für Ahlberg war die westliche Welt und das Christentum eine Einheit. Er sah in Kommunismus und Nationalsozialismus eine Gefahr für deren Grundwerte, aber als eine notwendige Konsequenz aus dem Naturalismus. Kommunismus und Nationalsozialismus wurden von ihm als primitiver Materialismus, primitiver Kollektivismus und primitiver Subjektivismus aufgefasst. Wenn alles durch Naturgesetze zustande käme, wären auch Dummheit und Boshaftigkeit von Nutzen, meinte Ahlberg.
Seine Autobiografie Minnen och meditationer von 1942 ist eine dem Zeitgeist entsprechende symbolreiche Darstellung seiner intellektuellen Erlebnisse und Entwicklung. Ahlberg schrieb auch Gedichte, die unter seinen Schülern sehr populär waren.

## Werke (Auswahl)
- Filosofiens historia (1925–28)
- Tankelivets frigörelse (1934)
- Minnen och meditationer (1942)
- Tankelivets frigörelse (deutsch: Die Befreiung des Denkens, 1945)
- Grundfragen der Psychologie: Die Briefschule (1949–50)
- Troende utan tro: religiösa sökare i vår tid (1966)

## Preise und Auszeichnungen
- Kulturpreis des Verlages Natur och Kultur 1974